# City of Fairfield
City of Fairfield är en kommun i Australien. Den ligger i delstaten New South Wales, i den sydöstra delen av landet, omkring 29 kilometer väster om delstatshuvudstaden Sydney. Antalet invånare är 201 427. Arean är 102 kvadratkilometer.
Följande samhällen finns i Fairfield:
- Liverpool
- Chipping Norton
- Cabramatta West
- Fairfield Heights
- Fairfield East
- Carramar
- Horsley Park
- Cecil Park

Runt Fairfield är det i huvudsak tätbebyggt. Runt Fairfield är det tätbefolkat, med 427 invånare per kvadratkilometer. Genomsnittlig årsnederbörd är 1 267 millimeter. Den regnigaste månaden är februari, med i genomsnitt 216 mm nederbörd, och den torraste är juli, med 25 mm nederbörd.